# カルロス・サラテ
カルロス・サラテ・セルナ（Carlos Zárate Serna、1951年5月23日 - ）は、メキシコの男性プロボクサー。メキシコシティ出身。元WBC世界バンタム級王者。
息子のカルロス・サラテ・ジュニアもライト級のプロボクサー。元WBOスーパーフライ級ラテン王者のホエル・ルナ・サラテは甥にあたる。

## 来歴
1969年、メキシコ・グアンテス・デ・オロで優勝。
1970年2月2日、プロデビュー戦を3RKOで飾る。
デビュー戦から23戦目まで全てKO勝利。24戦目で初めて判定決着にもつれ込むも、次の試合から39戦目まで連続KO勝ちを収めた。
1976年5月8日、40戦目にして世界初挑戦。WBC世界バンタム級王者ロドルフォ・マルチネスに挑み、9RKOで勝利。この王座は9度防衛し、全てKO勝ちであった。
1977年4月23日、3度目の王座防衛後に、WBA世界バンタム級チャンピオンアルフォンソ・サモラとのノンタイトル戦が実現する。当時サモラは29戦29勝29KOというパーフェクトレコードを誇り、メキシコでサラテと人気を二分し、両者の頭文字から『Zボーイズ』と呼ばれるほどの実力選手であった。その注目された若きメキシカン同士の対決はサラテが4RKOで勝利した。
1978年10月28日、2階級制覇を目指し、バンタム級の王座を保持したままWBC世界スーパーバンタム級の王者ウイルフレド・ゴメスに挑戦するが、一階級上のKOキング・ゴメスに押し込まれ5RKO負け。プロ初の敗北がKO負けとなってしまった。
1979年6月3日、WBC世界バンタム級王座10度目の防衛戦で同門の後輩であるルペ・ピントールに判定負けし、現役引退。
1986年、約7年の沈黙を破り、現役復帰する。復帰後ノンタイトル戦で12戦12勝(10KO)し、世界挑戦権を得る。
1987年10月16日、WBC世界スーパーバンタム級王者ジェフ・フェネックに挑戦。しかし4R負傷判定に敗れる。翌1988年2月29日にはフェネックが返上した同王座への決定戦に出場するも、ダニエル・サラゴサに10RTKOで敗れ戴冠ならず。この試合を最後に引退。
1994年、国際ボクシング名誉の殿堂博物館に殿堂入り。

## 戦績
- アマチュア
  - 36戦33勝（30KO、RSC）3敗
- プロ
  - 70戦66勝（63KO）4敗

## 獲得タイトル
- アマチュア
  - メキシコ・ゴールデングローブ優勝
- プロ
  - 第11代WBC世界バンタム級王座（9度防衛）